# Alopia mariae
Alopia mariae is een slakkensoort uit de familie van de Clausiliidae. De wetenschappelijke naam van de soort werd voor het eerst geldig gepubliceerd in 1931 door M. von Kimakowicz.